# Sorocybe resinae
Sorocybe resinae är en svampart som först beskrevs av Elias Fries, och fick sitt nu gällande namn av Elias Fries 1849. Sorocybe resinae ingår i släktet Sorocybe och familjen Herpotrichiellaceae.   Inga underarter finns listade i Catalogue of Life.